# Albert Heijn
Albert Heijn B.V. (/ˈɑlbərt ˈɦɛin/) è una catena di supermercati fondata nel 1887 a Zaandam, nei Paesi Bassi. Deve il suo nome a Albert Heijn Sr., il fondatore del primo negozio, a Oostzaan.
Filiali estere si trovano in Belgio, Germania, Curaçao e Aruba.
Albert Heijn è il nucleo originale della società Ahold e continua ad essere la maggiore catena nei Paesi Bassi. I negozi sono dei supermercati completi (l'opposto dei discount) conosciuti per la loro attenzione alla qualità dei negozi e dei prodotti. L'attenzione alla qualità è in parte il motivo per cui Albert Heijn è considerato come uno dei più costosi supermercati. Ciò nonostante, dopo la recente guerra dei prezzi - iniziata proprio dallo stesso Albert Heijn e che ha visto coinvolti quasi tutti i supermercati olandesi - i prezzi sono scesi a livelli normali. I prezzi inoltre sono abbattuti ulteriormente nel caso si disponga di tessere fedeltà.

## Tipi di negozi

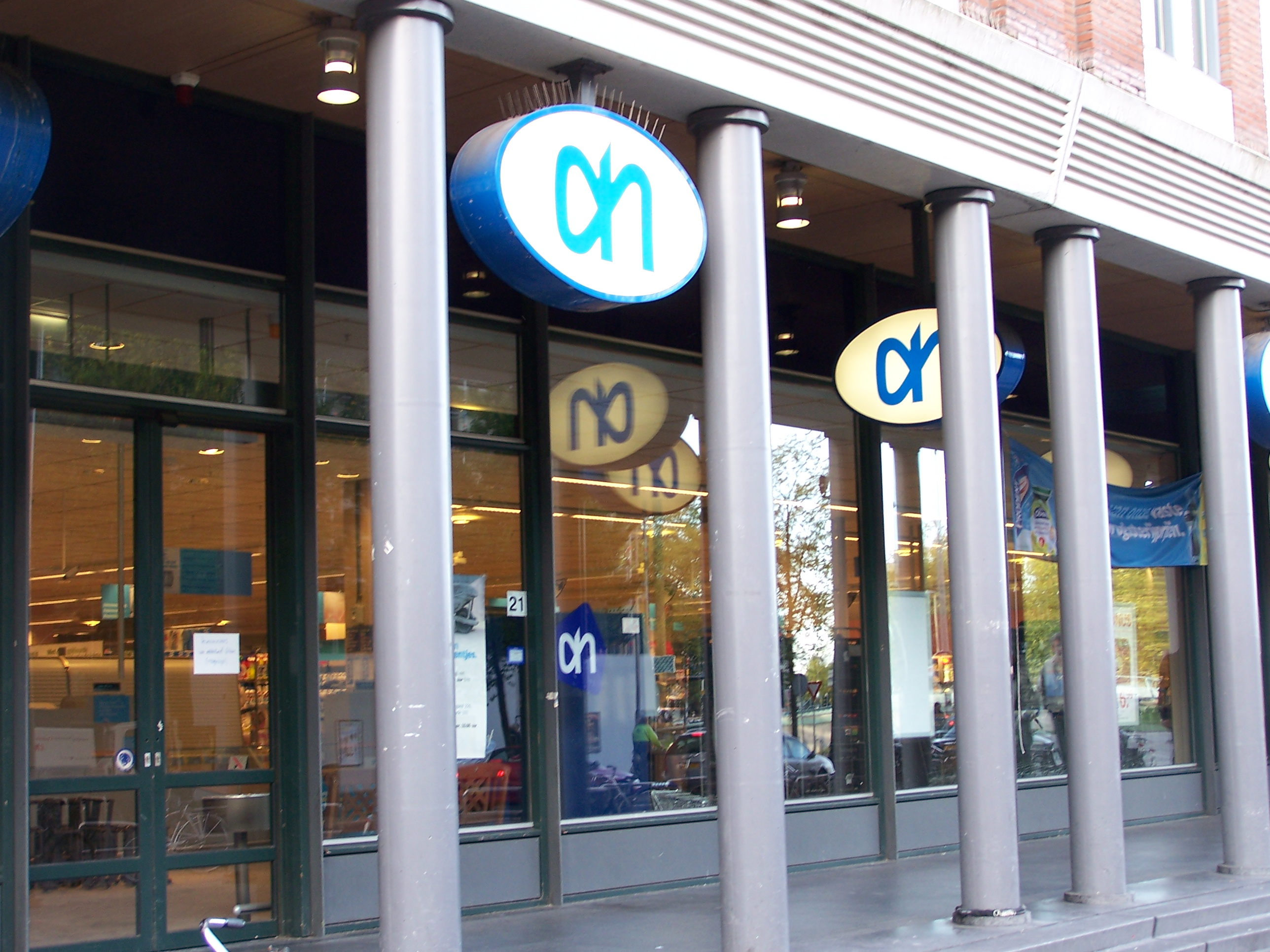
Supermercato Albert Heijn ad Amsterdam.

- 832 negozi Albert Heijn: "regolari", divisi in categorie che vanno da 1 (piccolo) a 5 (grande); la maggior parte è aperta fino alle 20:00 o alle 22:00.
- AH to go (46 negozi), particolari negozi situati in posti di grande transito come le stazioni ferroviarie; questi offrono prodotti alimentari preconfezionati, pronti per essere consumati. Inoltre spesso l'orario di chiusura è tra le 22:00 e l'1:00. I prezzi, specialmente della birra, sono significativamente più alti che nei negozi "regolari".
- Albert Heijn XL (30 negozi), ipermercati situati nelle maggiori città olandesi.
- ah.nl, un servizio di vendita tramite internet di tutti i prodotti Albert Heijn e di quelli di altre due società del gruppo Ahold: Gall & Gall (catena di negozi di vini e liquori) ed Etos (catena di drogherie).